# Guerra prehistórica

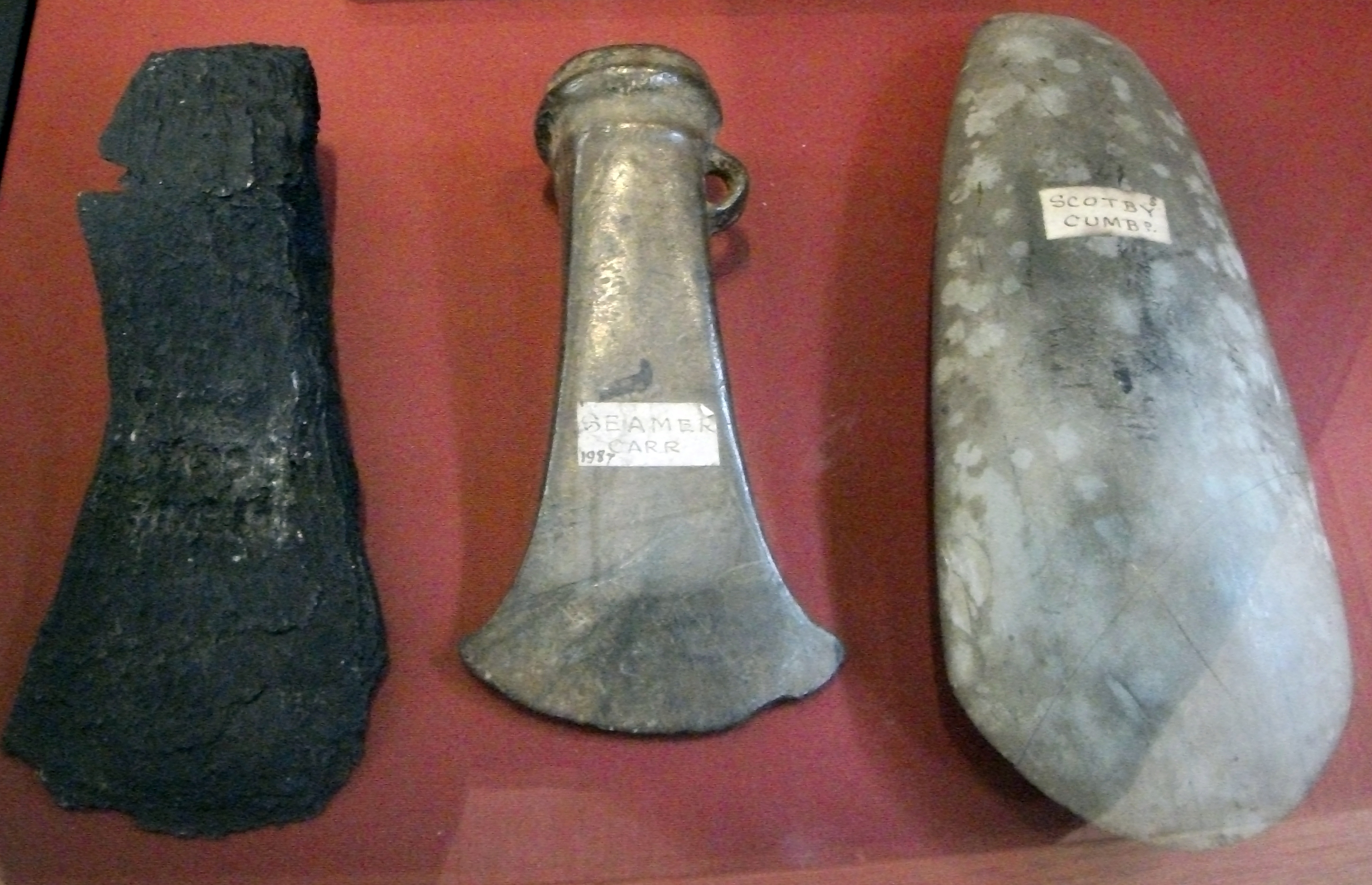
Hachas de distintas épocas prehistóricas expuestas en el British Museum.

Las guerras prehistóricas o guerras primitivas son las guerras propias de la Prehistoria o de sociedades primitivas de cualquier época, incluso en la actualidad. Con la aparición de la escritura y las grandes entidades sociopolíticas (Estados), a partir de la Edad del Bronce y de las consideradas como primeras civilizaciones (Sumeria, Antiguo Egipto, India y China antiguas, civilizaciones precolombinas) se habla ya de "guerras históricas", no solamente porque pueden estudiarse mediante fuentes escritas, sino porque se libran entre ejércitos propiamente dichos (guerra antigua,  Edad Antigua) y en sociedades caracterizadas por la existencia de una élite militar dominante, ausente de las sociedades primitivas.
El momento en el que puedan datarse los primeros enfrentamientos bélicos entre sociedades humanas es una materia de debate propia de la antropología y la historiografía. La respuesta a esta cuestión depende no solamente de la definición misma del concepto de "guerra", sino del entendimiento de qué papel desempeña la violencia y el conflicto grupal en la naturaleza y la cultura humanas. Para algunas interpretaciones, la guerra no apareció hasta fechas protohistóricas, a partir del 4000 a. C., cuando se habría originado de forma independiente en distintas partes del mundo. Otras localizan la "caza de cabezas" y otras prácticas de lucha endémica en las sociedades agrarias que se disputan la tierra aprovechable, excluyéndolas de las cazadoras-recolectoras. Para otras, la suposición de un pasado pacífico para la humanidad es una idealización mitificadora (el "buen salvaje"), mientras que la observación del comportamiento de monos antropomorfos como los chimpancés permite deducir que los conflictos bélicos han estado presentes desde el origen del Homo sapiens.

## Introducción

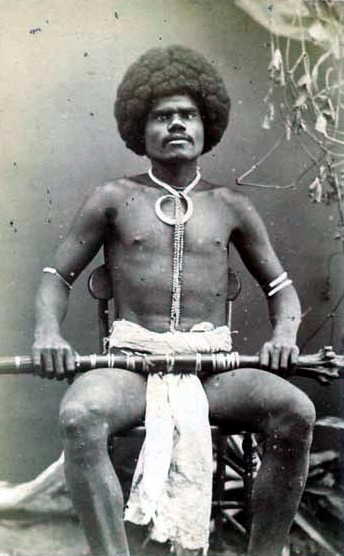
Guerrero de las montañas de las islas Fiyi (ca. 1870-1879).

Las comunidades humanas que se han mantenido como sociedades tribales hasta la época contemporánea, de modo que han podido ser objeto de estudio con metodología antropológica, frecuentemente asaltan grupos vecinos y toman por la fuerza territorios, mujeres y bienes de otros grupos. Una característica en común entre los grupos más violentos es que la guerra está altamente ritualizada, con tabúes y prácticas que limitan tanto el número de víctimas como la duración del enfrentamiento. Las sociedades tribales envueltas en guerras endémicas generación tras generación (feud -"enemistad"-, vendetta), pueden preservar sus antiguos conflictos hasta convertirlos en guerras modernas cuyas causas pueden atribuirse a la presión demográfica o la disputa de recursos, pero también otras cuestiones de difícil comprensión.
Los yanomami (Amazonia) han sido denominados "el pueblo feroz" en un polémico estudio antropológico. Pueblos de culturas notablemente similares habitan las Highlands de Nueva Guinea (baruya, maring, papúes); mientras que en el Pacífico Sur, los maoríes de Nueva Zelanda se caracterizaron por la construcción de cientos de fortificaciones que aumentaban el prestigio de cada grupo en la lucha casi continua. En una era anterior a las armas de asedio se habían desarrollado hasta un gran nivel de complejidad tecnológica. Cuando los atacantes tenían recursos y tiempo limitados para participar en las batallas, las fortificaciones parecían ser un exitoso método de seguridad para la población y el ganado contra invasores, aunque los campos y viviendas probablemente serían saqueadas. Estas substanciales fortificaciones muestran una considerable organización social en las sociedades prehistóricas. Es un corolario indirecto de la evidencia de gran capacidad para organizar la realización de guerras.

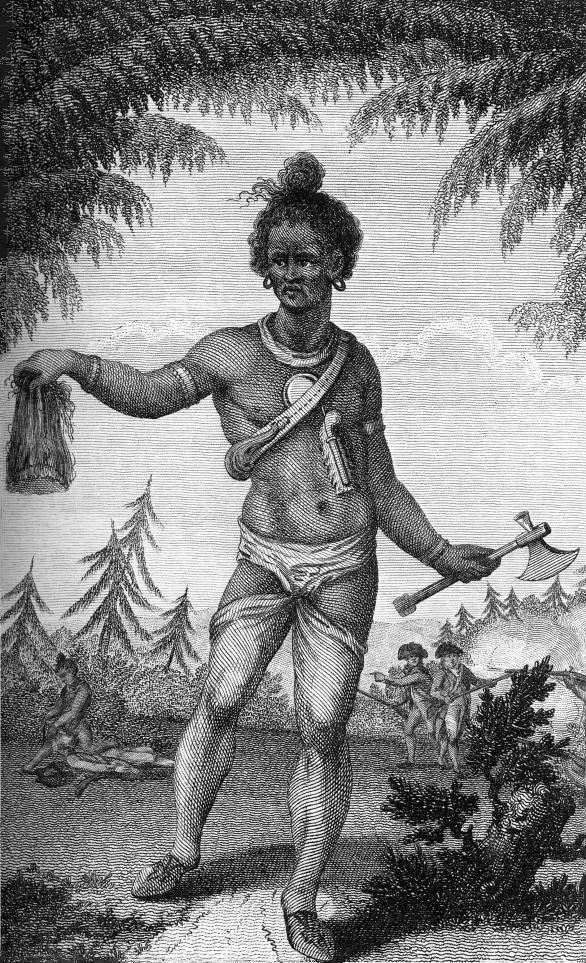
Guerrero indio norteamericano con la cabellera arrancada a un enemigo (1789).
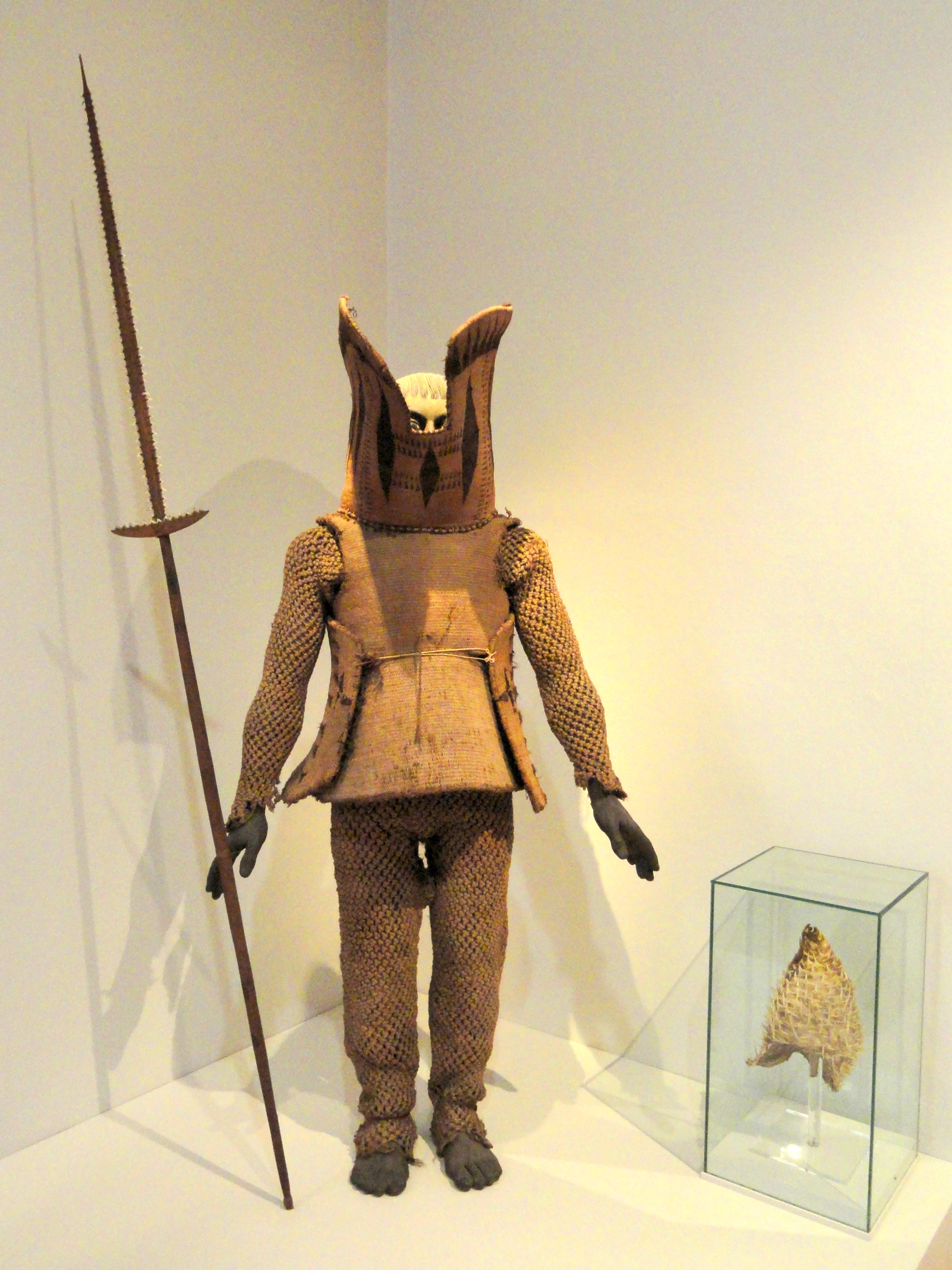
Equipamiento de un guerrero de Nauru (1891), exhibido en el Staatlichen Museums für Völkerkunde
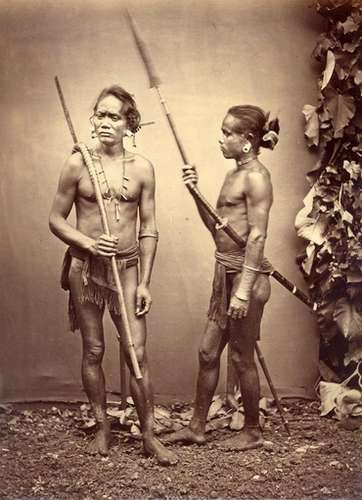
Guerreros hmong (zona montañosa entre China, Vietnam, Laos y Tailandia).
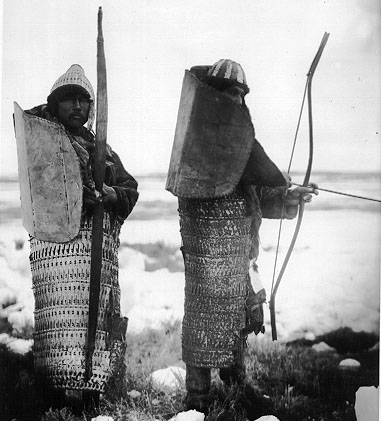
Guerreros koryak (1900-1901).
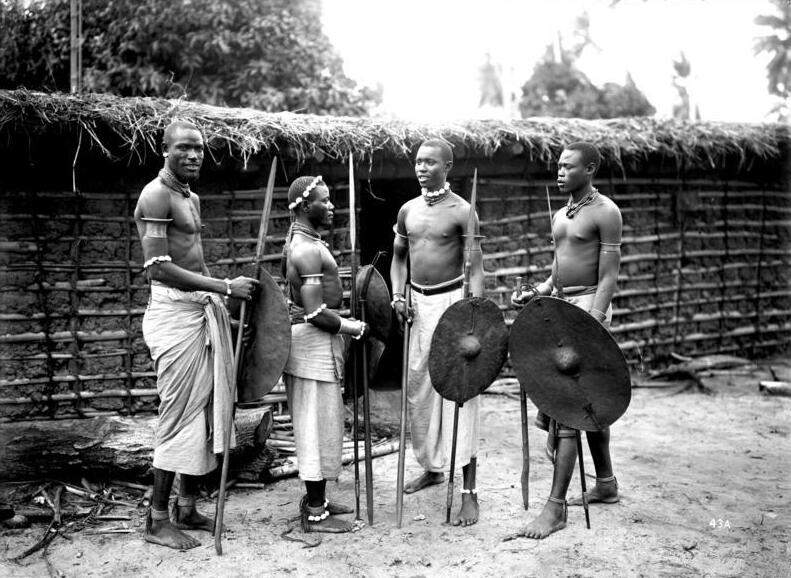
Guerreros hehe en Kondoa (1906).

## Paleolítico y Mesolítico
Véase también: Historia de las armas

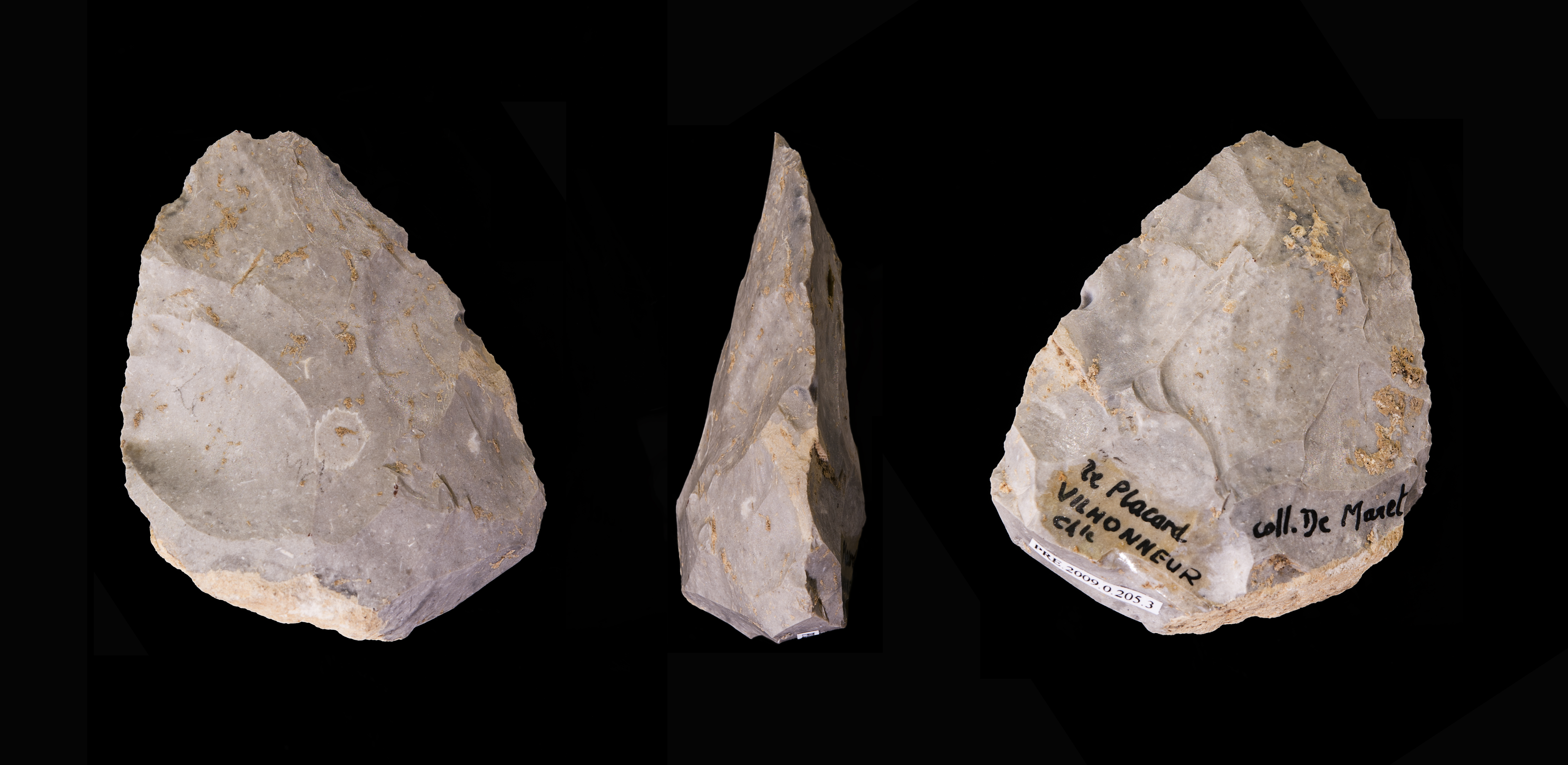
Bifaz de Grotte du Placard. El posible uso bélico de la tecnología lítica es objeto de debate.

Se ha supuesto que la densidad de población en las sociedades de economía cazadora-recolectora de Homo ergaster era lo suficientemente baja como para evitar cualquier conflicto armado; quizá porque precisamente el desarrollo de la lanza arrojadiza junto con el de técnicas de emboscadas de caza hicieron de cualquier posible conflicto violento entre grupos un acto muy costoso, lo que obligaba a eludir cualquier conflicto y a que cada grupo se desplazara tan lejos como fuera posible de los restantes grupos para paliar cualquier competición por los recursos. Este comportamiento, consecuencia natural de la prevención de conflictos, podría haber facilitado la migración fuera de África hace 1.8 millones de años.
No existe evidencia arqueológica conocida de luchas a gran escala hasta bien llegado el Auriñaciense. Tal período de «Paleolítico pacífico» habría persistido hasta mucho después de la llegada del Homo sapiens hace unos 0.2 millones de años, y finalizó solo con los cambios en la organización social posteriores al Paleolítico superior, que llevarían al sedentarismo y estimularían el saqueo por parte de bandas de asaltantes. En las pinturas rupestres del Paleolítico superior no se representan personas atacando a otras personas; la única muestra de arte rupestre de grupos cazadores-recolectores que ha sido interpretada como representación de una escena violenta entre humanos se localiza en el Norte de Australia y se ha datado con una antigüedad aproximada de 10 000 años. El yacimiento de Nataruk (Turkana, actual Kenya), de una antigüedad de 10 000 años, evidencia la existencia de conflictos inter-grupales entre cazadores-recolectores nómadas.
El primer registro arqueológico que podría contener evidencias de guerra prehistórica es el yacimiento mesolítico de Jebel Sahaba ("cementerio 117"), de entre 14 340 y 13 140 años de antigüedad, localizado en el Nilo, cerca de la frontera Egipto y Sudán. En él se han encontrado un gran número de cuerpos con signos de violencia, muchos con puntas de flecha incrustadas. Su interpretación es debatida puesto que, dado que los cuerpos se han acumulado durante muchas décadas, podría tratarse no tanto de las consecuencias de una batalla como de la sucesiva muerte de intrusos. El hecho de que cerca de la mitad de los cuerpos fueran femeninos también puede ser interpretado como la consecuencia de una guerra a gran escala.

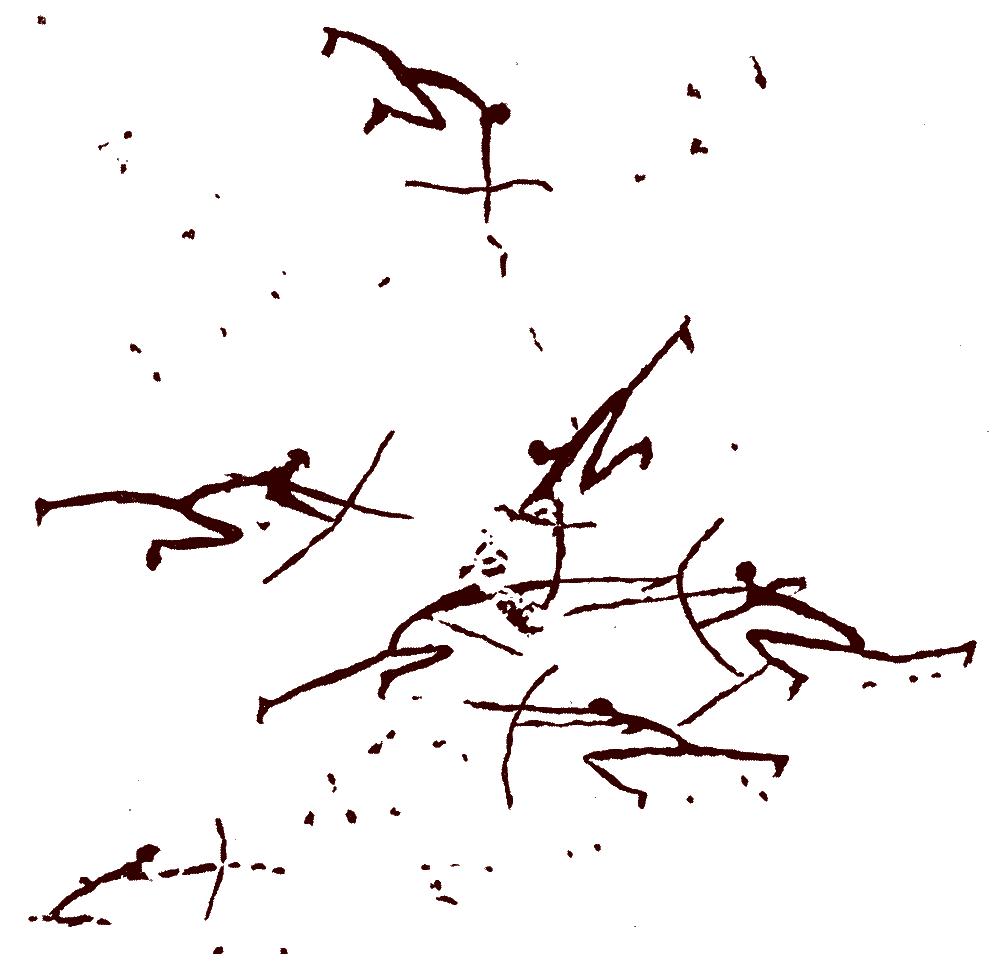
Escena llamada "combate de arqueros" de las pinturas rupestres de Morella (Cova del Roure).

Sobre el 12 000 a. C., los enfrentamientos fueron transformados por el desarrollo de armas como el arco, la maza y la honda. El arco parece haber sido el arma más importante en el desarrollo de la guerra temprana, ya que permitía ser usado con mucho menos riesgo para el atacante comparado con el del combate cuerpo a cuerpo. Aunque no existen pinturas rupestres que representen luchas entre hombres armados con garrotes, el desarrollo del arco es simultáneo a las primeras representaciones conocidas de guerras organizadas consistentes en claras ilustraciones de dos o más grupos de hombres atacándose entre sí. Estas figuras son presentadas en líneas y columnas; y se distingue un líder al frente, por la vestimenta. En algunas pinturas incluso se reconocen tácticas militares como flanqueos y envolvimientos.

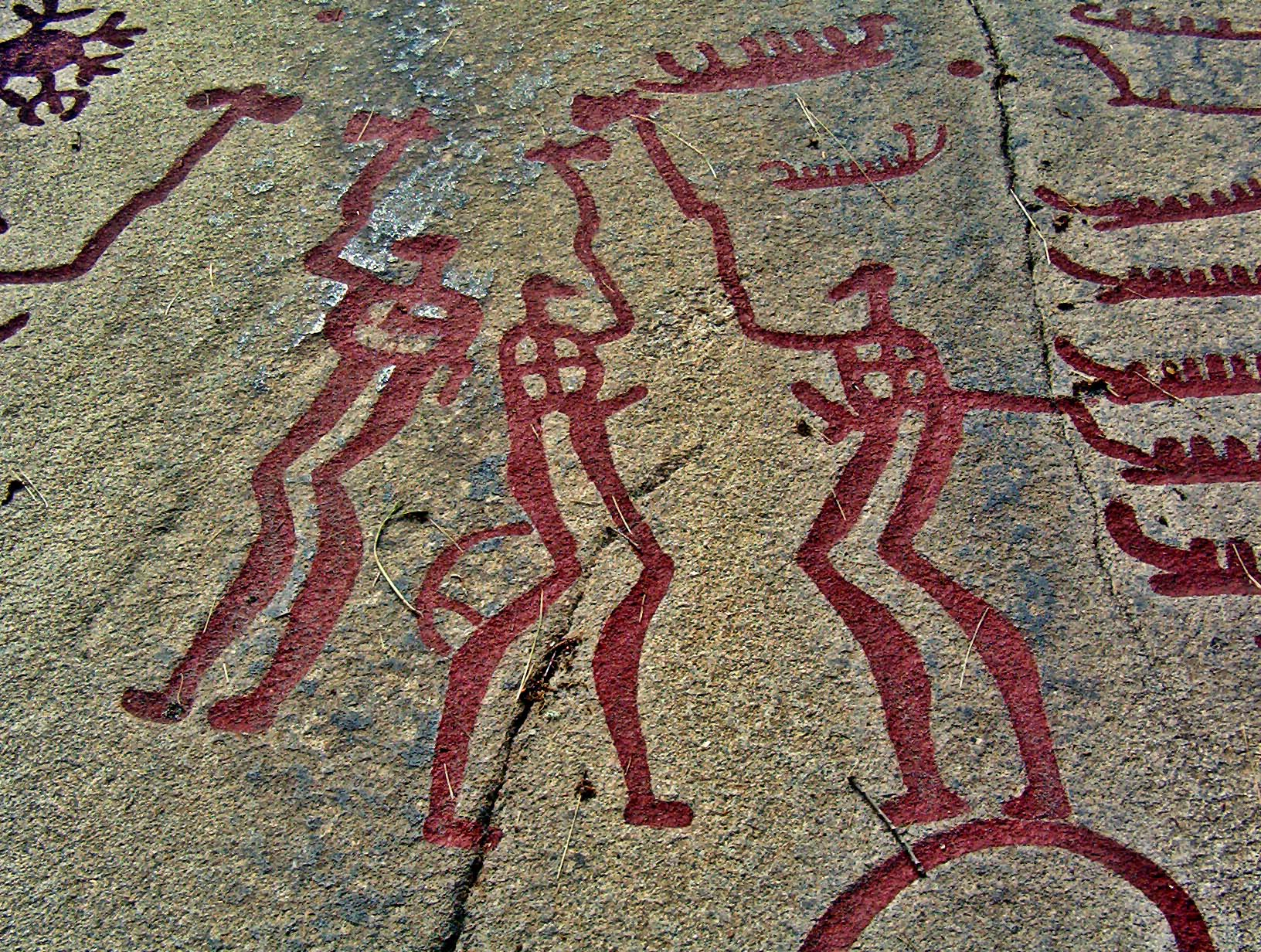
Grabados rupestres de Tanum (actual Suecia).
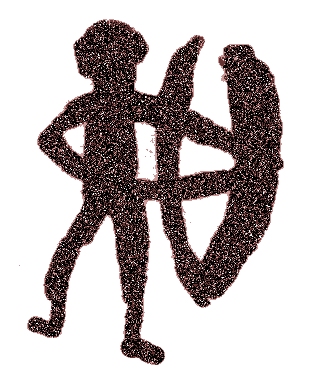
Representación esquemática de un hombre con un arco en el arte esquemático ibérico.

## Neolítico
El Neolítico fue un periodo del desarrollo de la tecnología humana cuyo comienzo se considera tradicionalmente ligado con el advenimiento de la agricultura y que finaliza con la popularización de las herramientas metálicas; no obstante tales transformaciones (la denominada "revolución neolítica") se produjeron en diferentes momentos en diferentes lugares por todo el mundo. Comparado con las subsecuentes Edades del Bronce y del Hierro, el Neolítico se caracteriza por pequeños poblados, una tecnología lítica y aún no metálica, y la ausencia de jerarquía social. Los poblados generalmente no están fortificados y están construidos en lugares difíciles de defender. Aunque no es habitual que los esqueletos y los restos funerarios asociados a yacimientos neolíticos presenten pruebas de muertes violentas, sí los hay en algunos casos.
Una de las pruebas más tempranas de guerra en el Neolítico europeo es la fosa común de Talheim (Talheim, Neckar, Alemania), donde los arqueólogos asignan una antigüedad de 7500 años a una masacre de una tribu rival. Aproximadamente 34 personas fueron atadas y ejecutadas mediante un golpe en la sien izquierda.
Los estudios genéticos muestran que hace 7000 años se produjo un "cuello de botella" en la población masculina, de modo que la proporción entre varones y mujeres sería de 1/17, siendo la explicación más plausible las guerras entre clanes patriarcales. El equipo de Tian Chen Zeng, de la Universidad de Stanford, realizó una serie de simulaciones matemáticas, combinadas con las aportaciones de biólogos, antropólogos y sociólogos, y llegó a la conclusión de que las guerras entre clanes patriarcales habrían diezmado la población masculina, de un modo tan grande que apenas sobrevivió un solo hombre por cada 17 mujeres de la época.

## Edad de los Metales, guerra protohistórica e histórica

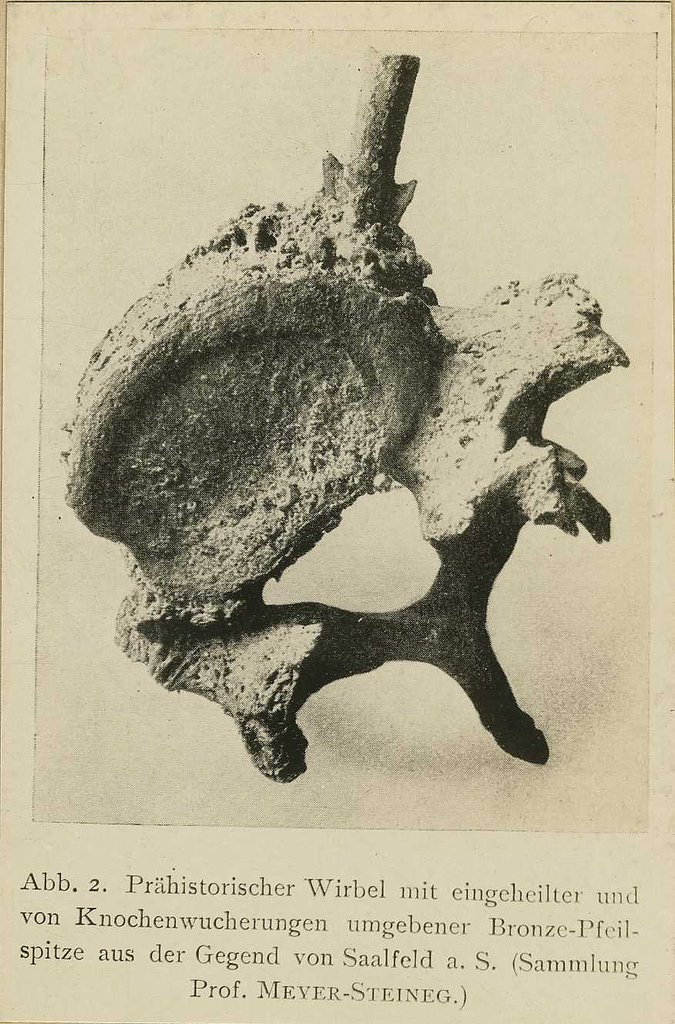
Descubierta en la actual Saalfeld (Alemania): una flecha con punta de bronce atravesando una vértebra humana.

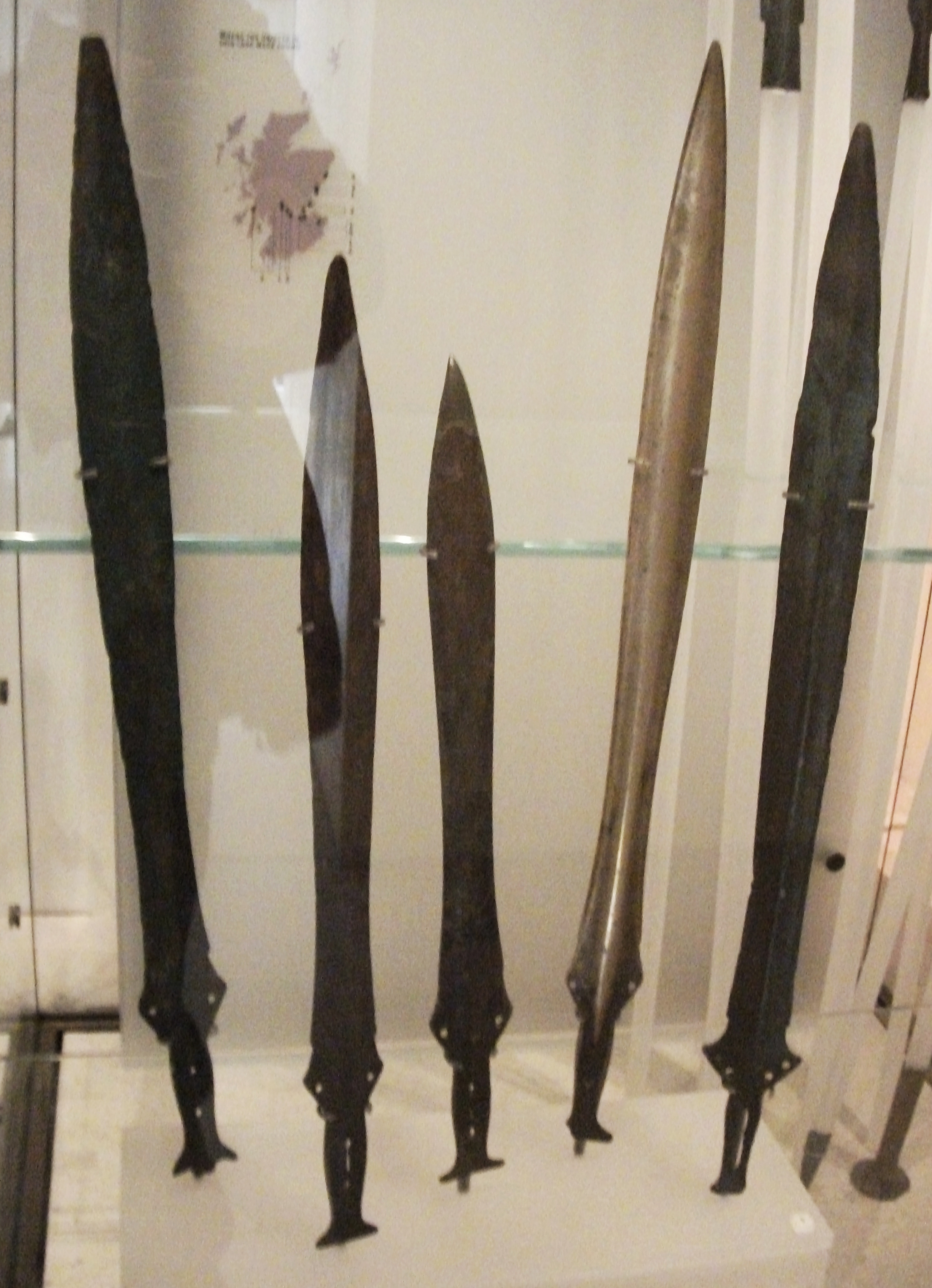
Espadas de bronce exhibidas en el Museo de Escocia.

El comienzo del Calcolítico se caracteriza por la aparición en el registro arqueológico de dagas, hachas y otros objetos de cobre. En la mayoría de los casos estas armas eran demasiado caras y maleables como para ser armas eficientes, y los investigadores les asignan, en su mayor parte, un rol de instrumento ceremonial. En cambio, la Edad del Bronce se caracteriza por la extensión del uso de armas ya claramente eficientes realizadas con dicha aleación.
El estudio del yacimiento de Hamoukar (desde las excavaciones de 2005 y 2006 y continuado con las de 2008 y 2010) parece evidenciar la primera destrucción bélica de una ciudad del Próximo Oriente Antiguo, hacia el 3500 a. C.

Panel "guerra" del objeto arqueológico denominado "Estandarte de Ur", ca. 2600 a. C.
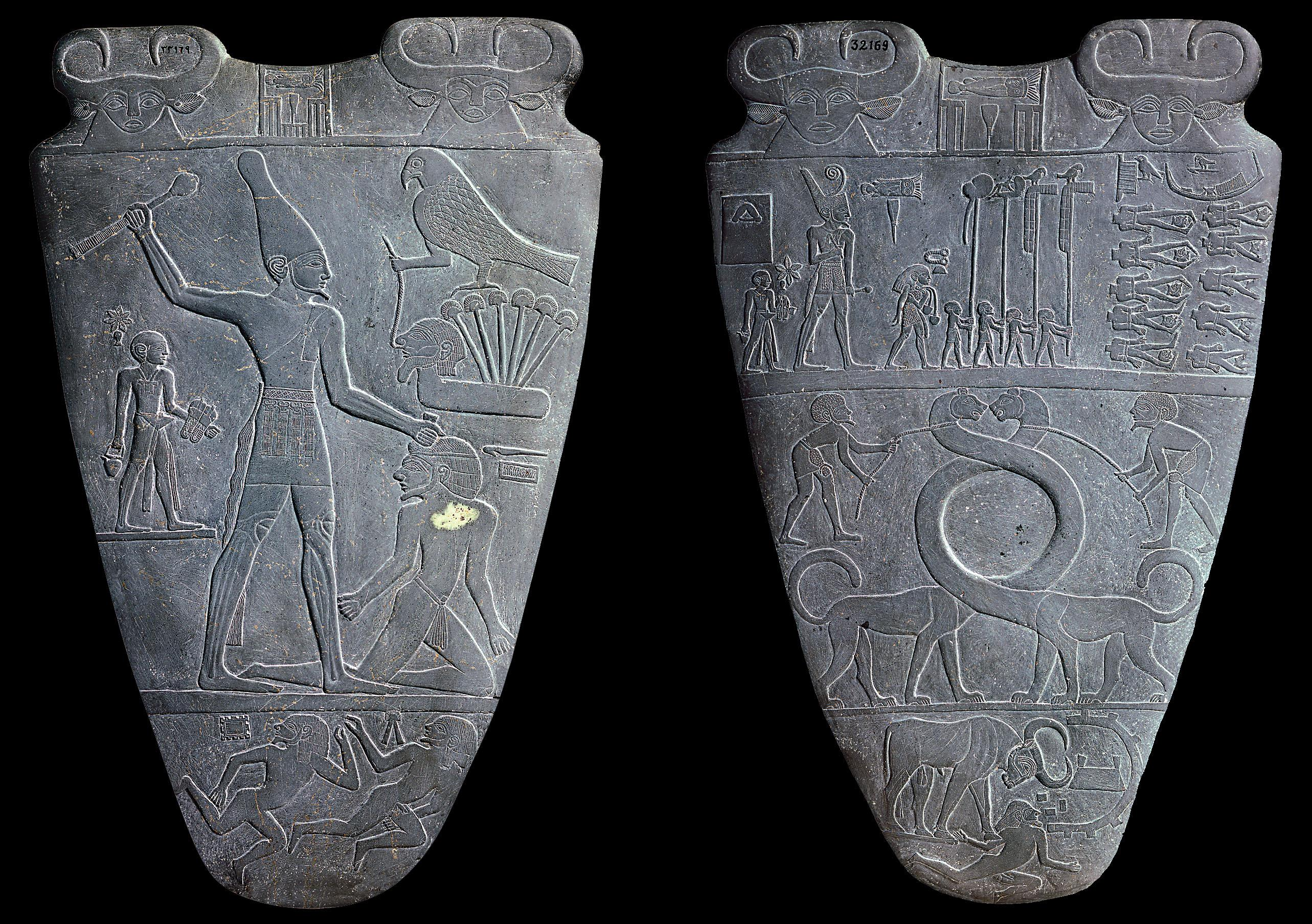
Ambas caras del objeto arqueológico denominado "Paleta de Narmer", ca. 3100 a. C.

La documentación histórica registra que, desde comienzos del III milenio a. C., las conquistas militares expandieron las ciudades-estado hasta convertirlas en imperios; como fue el caso de las ciudades sumerias extendidas por Mesopotamia con el Imperio acadio de Sargón de Akkad (2270 a. C.), al que siguieron el babilónico, el asirio y el hitita (este con centro en Anatolia); un proceso similar tuvo lugar en el Antiguo Egipto, donde Narmer (3150 a. C.) unificó el valle del Nilo, que continuaron controlando sus sucesores, los faraones del Imperio antiguo, dominio territorial que más adelante se expandió hasta Nubia y el Levante mediterráneo.
El carro de guerra, aparecido en el siglo XX a. C., se convirtió en un arma significativa de los enfrentamientos bélicos en el Antiguo Oriente Próximo desde el siglo XVII a. C. Las invasiones de los hicsos y los casitas marcaron la transición al Bronce final. Amosis I derrotó a los hicsos y restableció el control egipcio de Nubia y Canaán, territorios que fueron defendidos de nuevo por Ramsés II en la batalla de Qadesh (1274 a. C.), la mayor batalla de carros de guerra de la historia. Las incursiones de los llamados "pueblos del mar" y la desintegración de Egipto en el tercer periodo intermedio marcaron el final de la Edad de Bronce (el violento colapso de la Edad del Bronce, entre 1206 y 1150 a. C.). Alguno de los distintos niveles de destrucción de la ciudad de Troya (quizá la llamada Troya VII, ca. 1184 a. C.) pueden corresponder a la mítica guerra que se recoge en los poemas homéricos (historicidad de la Ilíada).
En la cuenca del Mediterráneo y Europa, eventos bélicos de comienzos de la Edad del Hierro (finales del II milenio y comienzos del I milenio a. C.), como la invasión doria, las colonizaciones griega y fenicia y sus interacciones con etruscos y pueblos prerromanos (como los celtas), son protohistóricas, ya que se sitúan en la transición entre culturas y periodos prehistóricos e históricos, con testimonios escritos (que, aunque no provengan de esos pueblos, testimonian su relación con las culturas históricas del Mediterráneo Oriental).
Los sociedades guerreras germánicas de la época de las invasiones (siglo III al VIII d. C.) se encontraban en situación de guerra endémica. Las guerras anglosajonas están el borde de la historicidad y su estudio recae primariamente en el campo de la arqueología, con la única ayuda de relatos escritos fragmentarios.

## Deportes y guerra primitiva
Se ha propuesto que los juegos o deportes colectivos son una adaptación cultural desarrollada por los grupos cazadores-recolectores como preparación para la guerra. Tales juegos se han detectado en 46 grupos culturales de los 100 catalogados como cazadores-recolectores en el Atlas etnográfico de Murdock. En 39 de ellos la similitud de los juegos o deportes es muy alta (cuatro o más de los ocho patrones identificados en el estudio: "correr, golpear, atrapar, esquivar, agarrar, patear, parar y arrojar").